# Ivonne Passada
Ivonne Passada (castellà: Ivonne Passada Leoncini)  (Montevideo, 4 d'abril de 1956 - Montevideo, 11 de març de 2023) fou una professora, política i legisladora uruguaiana pertanyent al Front Ampli. Va exercir com a senadora de l'Uruguai en substitució d'Eduardo Bonomi, qui va ser Ministre de l'Interior entre el 1r de març de 2010 fins al 14 de febrer de 2020.

## Infància i carrera
Ivonne Passada va néixer a Montevideo el 4 d'abril de 1956. Va realitzar els seus estudis primaris i secundaris al Col·legi Clara Jackson de Heber.
Conclosos aquests, va ingressar a la Facultat de Dret, de la Universitat de la República (UdelaR). No obstant això, va acabar per fer estudis de Sociologia a l'Institut de Ciències Socials de la UdelaR cursant, al seu torn, estudis de Seguretat Industrial a l'UTU.
Des del 1984 s'exerceix com a professora del Consell d'Educació Tècnic Professional (CETP) i com a docent de Seguretat Industrial, tasques que va exercir fins a l'any 2004.

## Activitats polítiques
Va passar a ser una militant activa de les comissions de barri i de foment de la zona de Malvín Norte.
El 1984 s'integra a la reconstrucció democràtica dels Sindicats de l'Educació i del PIT-CNT; ha conformat la direcció sindical de l'AFUTU (Associació de Funcionaris d'UTU) des de 1985 fins a l'any 2002. De 2002 a 2004 va integrar la Direcció del PIT-CNT i el seu Secretariat, sent una de les coordinadores.
Va començar a militar en el Moviment d'Alliberament Nacional Tupamaros a l'any 1985, i des del 2002 passa a integrar la Direcció nacional del Moviment de Participació Popular, sector polític del Front Ampli.
En les eleccions nacionals del 31 d'octubre de 2004 va resultar elegida diputada suplent. Va assumir com a diputada titular el 1r de març de 2005, quan Eduardo Bonomi (de qui Ivonne Passada era suplent), assumeix la titularitat del Ministeri de Treball i Seguretat Social. Des de llavors integra la Comissió de Legislació del Treball i la Comissió Especial de Gènere i Equitat de la Cambra de Representants. L'any 2006 és elegida vicepresidenta de la Comissió de Legislació del Treball, i l'any 2007 és elegida presidenta d'aquesta comissió.
En les eleccions d'octubre de 2009 va encapçalar la llista del MPP en diputats per Montevideo.
El 15 de febrer de 2010 va assumir com a presidenta de la Cambra de Representants de la nova legislatura.
El juny de 2012 va assumir la nova presidenta del Front Ampli, Mónica Xavier; es van triar a més tres vicepresidents, un d'ells Passada, acompanyada pel senador Rafael Michelini (Nou Espai) i l'excoordinador de PIT-CNT Juan Castillo (Partit Comunista de l'Uruguai).
A l'octubre de 2012 va ser proposada per ocupar la Vicepresidència de la Unió Interparlamentària Mundial, funció per a la qual va ser elegida per unanimitat i que exerceix des de llavors.
En les eleccions nacionals d'octubre de 2014, Passada va ser reelegida diputada de Montevideo per l'Espai 609 del Front Ampli, i va integrar la llista de sector al Senat com a primera suplent del ministre de l'Interior, Eduardo Bonomi. Ratificat Bonomi com a Secretari d'Estat pel president Tabaré Vázquez, Passada va assumir funcions com a senadora de la República en el seu reemplaçament.